# (32796) Ehrenfest
(32796) Ehrenfest ist ein Asteroid des Hauptgürtels, der am 2. März 1990 vom belgischen Astronomen Eric Walter Elst am La-Silla-Observatorium (IAU-Code 809) der Europäischen Südsternwarte in Chile entdeckt wurde.
Der Asteroid wurde am 18. Juni 2008 nach dem österreichischen Physiker Paul Ehrenfest (1880–1933) benannt, der ab 1912 als Professor für Theoretische Physik an der Universität Leiden wichtige Beiträge zur modernen Physik erarbeitete und mit dem nach ihm benannten Ehrenfest-Theorem einen Zusammenhang zwischen der klassischen Mechanik und der Quantenmechanik herstellte.